# 卡塔利涅
46°45′51″N 31°51′53″E / 46.76417°N 31.86472°E
卡塔利涅（烏克蘭語：Каталине），是烏克蘭南部的村莊，隸屬尼古拉耶夫州的尼古拉耶夫區。該村面積0.46平方公里，海拔高度44米，2001年人口138，人口密度每平方公里300人。